# Pauropus inornatus
Pauropus inornatus är en mångfotingart som beskrevs av Hansen 1901. Pauropus inornatus ingår i släktet grovfåfotingar, och familjen fåfotingar. Inga underarter finns listade i Catalogue of Life.